# うのはな3姉妹
『うのはな3姉妹』（うのはなさんしまい）は、水谷フーカによる日本の4コマ漫画作品。『まんがタイムファミリー』（芳文社）2009年11、12月号にゲスト掲載の後2010年1月号より2013年6月号まで連載、同社の『まんがホーム』でも2010年4月号より12月号まで隔月連載、2011年2月号には番外編「ちびはな3姉妹」を掲載した。うのはなはおからの俗称である。

## ストーリー
中町商店街にある「北原豆腐店」。この店を営む頑固親父と、彼の3人の娘の日常を描く、「朝ドラ風4コマ」である。

## 登場人物

### 北原家
北原 桜（きたはら さくら）
3姉妹の末っ子で、この作品の事実上の主人公。女子高生。性格は天然ボケ。生活サイクルを家業に合わせている為、早寝早起き。
北原 梅乃（きたはら うめの）
3姉妹の長女。常に微笑みを絶やさない、おっとりとした性格で、父の豆腐作りの手伝いや家事全般をこなすしっかり者。中町商店街のマドンナでもあり、商店街で働く青年で組織する親衛隊「Sネット（S=Shotengai）」が存在する。弱点はお酒に弱いことで、うっかり飲んでしまうとすぐに寝てしまい記憶をなくしてしまう程。
北原 桃子（きたはら ももこ）
3姉妹の次女。実は一度結婚して家を出ているが、「夫は豆腐が苦手だった」ことからケンカになって出戻ってきた。これまで「離婚してきた」と言ってきたが、実は離婚届を書いただけで役所に提出してなかったことが判明し「東野」姓のままだったことがわかる。性格はものぐさ。元カメラマンで、現在でも写真撮影を趣味とする。
北原 侘助（きたはら わびすけ）
3姉妹の父で、豆腐屋を営む頑固オヤジ。典型的職人肌。妻である卯乃に先立たれ、以降3人の娘を男手ひとつで育てている。実は入り婿で、豆腐作りを始めたのは卯乃と結婚してからでその前は植木職人をしていた。
北原 卯乃（きたはら うの）
3姉妹の母で、侘助の妻。娘・梅乃同様、常に微笑みを絶やさない女性で、末っ子の桜が幼稚園の時にこの世を去った。名前である卯乃は卯の花が咲く頃に生まれたことに由来している。国立大学植物バイオテクノロジー学部から大学院に進学、博士課程卒。論文「豆腐用黄大豆品種におけるリポキシゲナーゼの活性及び活性欠失への考察」で博士号を取得しており、その筋では有名らしいとのこと。
後藤 あやめ（ごとう あやめ）
卯乃の妹で3姉妹の叔母。夫共々整体師をしており、整体院を営む。侘助とは卯乃を取り合った仲である。学生の頃はかなりやんちゃで、その時のトラウマからSネットからは恐れられている。蘭（らん）・蓮（れん）という10歳の双子の男児の母でもある。

### 北原家の周囲の人々
南田 孝（なんだ たかし）
桜のクラスメートの男子高校生。成績は学年トップ。彼女に片想いしているが、それを桜には隠しているつもり。ただし、同級生でそのことを知らないのは桜本人だけ。
実家はスーパーマーケットで店長である父と侘助は小学校時代からの腐れ縁。「店長代理」として搬入の指示を従業員に出している。
前戸 清助（まえと きよすけ）
北原豆腐店の隣に開店したたこ焼き屋の店主。桜に出会った直後に交際を申し込んだ。
東野 洋平
離婚したと思われてた桃子の夫。家を飛び出した彼女が気になるらしく、ストーカーまがいの行動を取っていた。

## 書誌情報
- 水谷フーカ『うのはな3姉妹』 芳文社〈まんがタイムコミックス〉、全4巻
  1. 2010年10月22日発行（2010年10月7日発売[1]）、ISBN 978-4-8322-6901-9
描き下ろしの特別編「ちびはな3姉妹」を同時収録。
  2. 2011年8月21日発行（2011年8月6日発売[1]）、ISBN 978-4-8322-6992-7
描き下ろしの特別編「ちびはな3姉妹 さよならの日」を同時収録。
  3. 2012年7月21日発行（2012年7月6日発売[1]）、ISBN 978-4-8322-5092-5
描き下ろしの特別編「桃子のよめいり」を同時収録。
  4. 2013年6月22日発行（2013年6月7日発売[1]）、ISBN 978-4-8322-5192-2
大量の描き下ろし加筆あり。